# Penelope Aubin
Penelope Aubin (c. 1679 – 1738 ?), souvent appelée Mrs Aubin, fut une romancière anglaise, traductrice et poète. Fille de Sir Richard Temple et d'Anne Charleton, cette dernière fille du médecin et philosophe Walter Charleton, Penelope Aubin épousa un Français, Abraham Aubin, en 1696 et ils eurent trois enfants, Marie, Abraham Harcy, né en juin 1699 et Penelope, née en mars 1701.
Penelope, apparemment à la fois catholique et huguenote, gérait les affaires de la famille tandis que son mari négociant se déplaçait beaucoup  pour rendre visite à ses contacts, ses agents et ses clients. 
Elle a été considérée comme un écrivain moralisateur au style plutôt orné. Ses premiers écrits sont d'aspect politique, The Stuarts: A Pindarique Ode (1707), The Extasy: A Pindarique Ode to Her Majesty the Queen (1708) et The Welcome: A Poem to His Grace the Duke of Marlborough'(1708), aujourd'hui oubliés. Puis vinrent à partir de 1721, The Life and Amorous Adventures of Lucinda (1722), The Noble Slaves (1722), The Life of Charlotta Du Pont (1723), The Life and Adventures of Lady Lucy (1726), et The Life and Adventures of Young Count Albertus (1728).  Elle était déjà connue pour sa poésie parue en 1707. Au cours des années 1720, elle également traduit des ouvrages français et a donné de nombreuses conférences sur des sujets moraux, particulièrement en 1730. Cette même année, à court d'argent, elle fit jouer une pièce de théâtre au Haymarket, The Merry Masqueraders; or, The Humorous Cuckold (1732). Elle est morte en avril 1738 et son mari lui survécut deux ans, puisqu'il décéda en avril 1740.
Ses œuvres ont été réunies en recueil après sa mort et publiées sous le titre A Collection of Entertaining Histories and Novels, Designed to Promote the Cause of Virtue and Honor''.  Bientôt cependant, ses livres tombèrent dans l'oubli, vraisemblablement en raison des intrigues rocambolesques, de son ton moralisateur et de son style particulièrement fleuri,.

## Œuvres
- The Stuarts : A Pindarique Ode (1707)
- The Extasy: A Pindarick Ode to Her Majesty The Queen (1708)
- The Wellcome : A Poem to his Grace the Duke of Marlborough (1708)
- The strange adventures of the Count de Vinevil and his family. Being an account of what happen'd to them whilst they resided at Constantinople (1721)
- The life of Madam de Beaumount, a French lady; who lived in a cave in Wales above fourteen years undiscovered, being forced to fly to France for her religion; ... Also her lord's adventures in Muscovy (1721)
- The Life and Amorous Adventures of Lucinda (1721)
- The Doctrine of Morality (1721), traduction de T.M. Gibbs of M. De Gomberville, publié également en 1726 sous le titre de Moral Virtue Delineated.
- The Noble Slaves: Or the Lives and Adventures of Two Lords and Two Ladies (1722)
- The Adventures of the Prince of Clermont, and Madam De Ravezan (1722)., traduction de  Mme Gillot De Beaucour. Nouvelle édition de Anne de Sola en 2003,  (ISBN 0-7734-6610-X)
- History of Genghizcan the Great (1722), traduction de M. Petis de le Croix.
- The Life of Charlotta Du Pont, an English lady; taken from her own memoirs (1723). Online edition at www.chawton.org
- The Life and Adventures of the Lady Lucy (1726)
- The Illustrious French Lovers (1726), traduction de Les Illustres Françaises de Robert Challe, paru également en 2000 avec Anne de Sola,  (ISBN 0-7734-7701-2).
- The Life and Adventures of The Young Count Albertus, The Son of Count Lewis Augustus, by the Lady Lucy (1728)
- The Life of the Countess de Gondez (1729), traduction.
- A Collection of Entertaining Histories and Novels, Designed to Promote the Cause of Virtue and Honor (1739)
  - Vol. I  
  - Vol. II 
  - Vol. III

### Autre source
- (en) Cet article est partiellement ou en totalité issu de l’article de Wikipédia en anglais intitulé « Penelope Aubin » (voir la liste des auteurs).